# 普利薩河

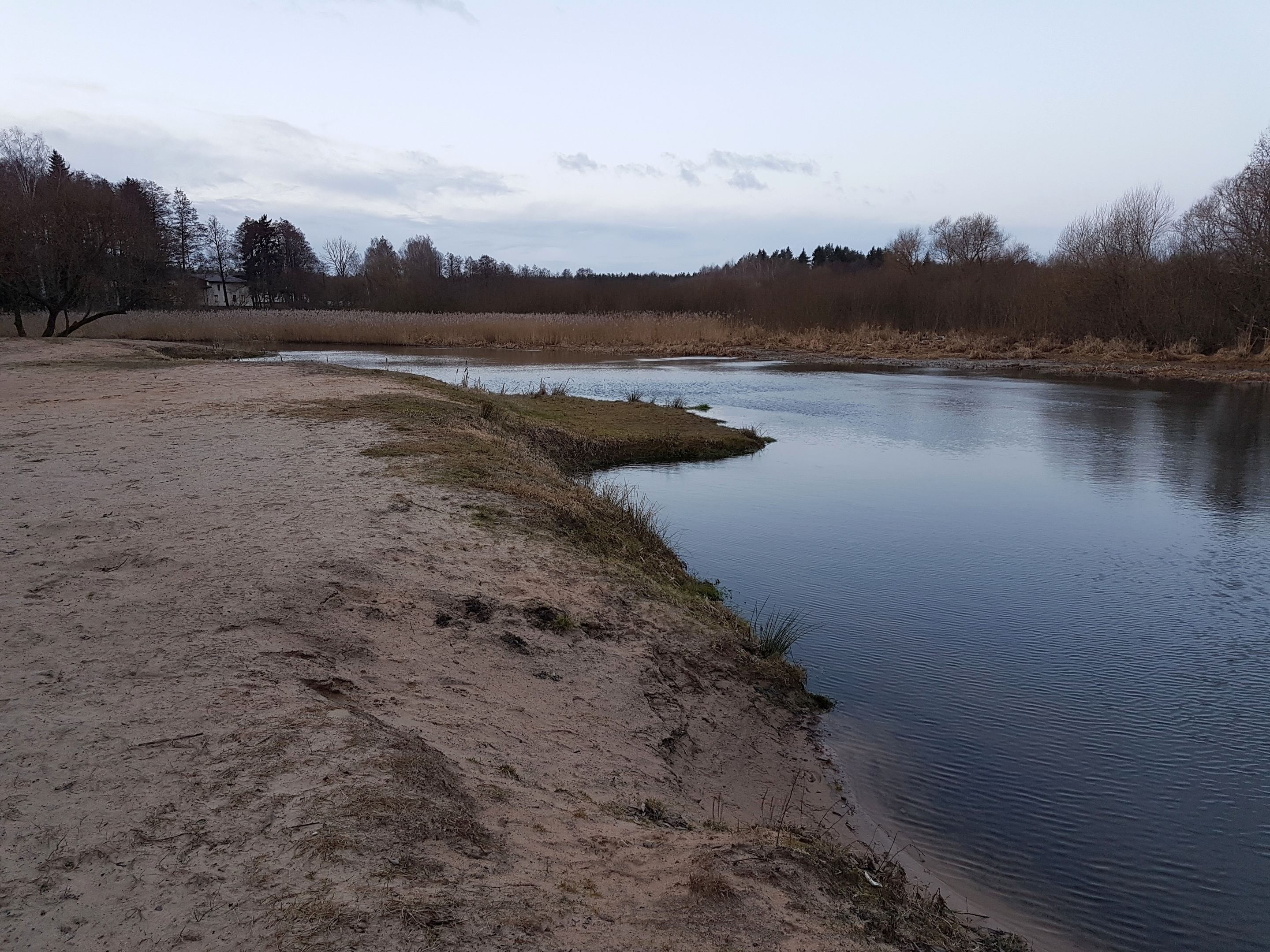
普利薩河

普利薩河（白俄羅斯語：Рака Пліса，俄羅斯語：Плиса）是白俄羅斯的河流，屬於別列津納河的支流，河道全長64公里，流域面積625平方公里，發源自明斯克高地，流經中別列津平原，河畔城鎮有若季諾和斯莫列維奇。